# واژه‌بست
در صرف (تک‌واژشناسی) و نحو، واژه‌بَست (به انگلیسی: clitic، به فرانسوی: clitique) یک نوع تک‌واژ وابستهٔ دستوری فاقد تکیه است که در ساخت‌های بزرگ‌تر از واژه شرکت می‌کند و از نظر آوایی با پایهٔ خود یک واژهٔ واجی می‌سازد. واژهٔ واجی یک گروه یا ساخت نحوی است که از نظر آوایی همانند یک واژه تلفظ نمی‌شود، اما از نظر صرفی، نحوی، و معنایی یک واژه به‌شمار می‌رود. واژه‌بست‌ها، همچون وندها، به میزبان نیاز دارند تا به آن بچسبند؛ ولی، برخلاف وندها، جزئی از ساختمان واژه محسوب نمی‌شوند.
اگرچه واژه‌بست‌ها عناصری کوچک هستند، آن‌قدر پراهمیت‌اند که افراد بسیاری بر اساس مطالعهٔ آن‌ها رسالهٔ دکتریِ زبان‌شناسی اخذ کرده‌اند. واژه‌بست‌ها به سه دستهٔ «پِی‌بست»، «پیش‌بست» و «میان‌بست» تقسیم می‌شوند.
واژه‌بست‌ها از این‌ حیث که تکیه نمی‌گیرند و به تکواژ قبلیِ خود وابسته‌اند، به وندها شباهت دارند، اما تفاوت مهم آن‌ها در این است که بر گروه‌ها اِعمال می‌شوند؛ یعنی از حیث نحو و معنا وابسته به یک گروه نحوی هستند. از جملهٔ این واژه‌بست‌ها می‌توان به نقش‌نمای اضافهٔ فارسی اشاره کرد که تنها در ساخت ترکیب اضافی کاربرد دارد و استفاده از آن در یک واژه (آن‌گونه‌که وندها کاربرد دارند) مستقلاً کاربردی ندارد.
واژه‌بست‌ها به لحاظ رفتارهای دستوری حد واسط کلمات آزاد و وندها (یِ تصریفی) هستند؛ به عبارتی، آن‌ها از جهاتی به کلمات و از جهاتی دیگر به وندها شباهت دارند، مثلاً، قواعد نحوی بر واژه‌بست‌ها درست مانند کلمات عمل می‌کند. واژه‌بست‌ها گرچه مقید هستند، ولی نسبت به وندها آزادی عمل بیشتری دارند و می‌توانند به میزبان‌های مختلفی متصل شوند. به عبارت دیگر، واژه‌بست‌ها مانند وندها زیاد گزینشی عمل نمی‌کنند.

## واژه‌بست‌های فارسی
برای نمونه، فعل‌های پی‌بستی -ام، ای، ایم، اید، اند که در واقع صورت‌های تصریفی و وابسته فعل «بودن» در زمان حال هستند از واژه‌بست‌های زبان پارسی به‌شمار می‌روند.
- نقش‌نمای اضافهٔ فارسی

مثال: در ترکیب اضافیِ «کتابِ خوب»، کسرهٔ بعد از حرف آخرِ واژهٔ «کتاب» نقش‌نمای اضافه است.